# Верхньоарметово
Верхньоарме́тово (рос. Верхнееарметово, башк. Үрге Әрмет) — присілок у складі Ішимбайського району Башкортостану, Росія. Входить до складу Арметовської сільської ради.
Населення — 382 особи (2010; 534 в 2002).
Національний склад:
- башкири — 94%